# David Bueso
David Bueso (ur. 5 maja 1955) – piłkarz, były reprezentant Hondurasu grający na pozycji pomocnika. 

## Kariera klubowa
David Bueso występował w klubie Motagua Tegucigalpa.

## Kariera reprezentacyjna
David Bueso występował w reprezentacji Hondurasu w latach osiemdziesiątych. W 1981 wystąpił w eliminacjach Mistrzostw Świata 1982, w których Honduras po raz pierwszy w historii wywalczył awans do Mundialu. Rok później wystąpił na Mundialu w Hiszpanii w 1982.
Na Mundialu był rezerwowym i nie wystąpił w żadnym meczu. 